# Odostomia oblongula
Odostomia oblongula is een slakkensoort uit de familie van de Pyramidellidae. De wetenschappelijke naam van de soort is voor het eerst geldig gepubliceerd in 1895 door Marshall.